# Свети Георги (Вировско)
„Свети Георги“ е православна църква във врачанското село Вировско, част от Врачанската епархия на Българската православна църква.

## История
Църквата е построена през 1890 година. Зографията в нея е дело на дебърския майстор Велко Илиев.
- Икони от храма, 1895 година